# Pío Rodríguez Terrazo
Pío Rodríguez-Terrazo Blanco (Berán, Leiro; 1800 - Santiago de Compostela; 1872) fue un jurista y político español.

## Trayectoria
Hijo de Pedro Rodríguez-Terrazo y Ángela Blanco, estudió Leyes en la Universidad de Santiago de Compostela desde 1820. Tuvo problemas en 1825 para matricularse por sus antecedentes liberales, finalizando la carrera en 1830.
Se queda en Santiago de Compostela como abogado y después como fiscal. Fue el primer alcalde de Santiago de Compostela (1834) y líder del progresismo en Compostela (1840-1847) formó parte de todas las juntas revolucionarias de los pronunciamientos. Fundó el periódico La Situación de Galicia (1842-1843). Fue presidente de la Junta Superior Provisional del Gobierno de Galicia durante el levantamiento de 1846 y formó comisiones encargadas de abordar planes para la administración de Galicia. Después de la derrota de los sublevados se exilió a Portugal y regresó en 1847 para dedicarse a los negocios familiares y la abogacía. Sus últimos años fueron como promotor fiscal del Juzgado de 1ª instancia de Santiago.

## Vida personal
Estuvo casado dos veces: la primera, con Joaquina Rodríguez Feijóo, que era amiga suya y nacida en la misma localidad. La segunda, desde 1869, con Ignacia Jauriguiberri Martiarena, quien empleó ocasionalmente el apellido Palacios (jauregiak en vasco, tomando el primer lexema del primer apellido), como también hacía su padre en lugar de su apellido vasco.